# Idem
Idem (abreviado id.) es un latinismo que significa 'el mismo, lo mismo'.
Se emplea generalmente abreviado en las citas para representar el nombre del último autor indicado y, en cuentas y listas, para denotar diferentes partidas de una sola especie.